# Эрих, Харальд
Харальд Эрих (нем. Harald Ehrig; 6 ноября 1949, Цвиккау, ГДР) — немецкий саночник, выступавший за сборную ГДР в середине 1960-х — начале 1970-х годов, чемпион Европы. Принимал участие в зимних Олимпийских играх 1972 года в Саппоро, где, выступая в программе мужских одиночных заездов, завоевал серебряную медаль.
Харальд Эрих, кроме того, является обладателем двух бронзовых наград чемпионатов мира, одна из которых была выиграна в 1973 году в Оберхофе, а вторая — в 1975-м в Хаммарстранде. Дважды спортсмен получал подиум чемпионатов Европы, в том числе один раз был первым (1970) и один раз вторым (1972) — все медали получил за состязания мужских одиночек. По окончании карьеры профессионального спортсмена Эрих продолжил заниматься санным спортом, став тренером в штабе национальной команды Германии, где проработал вплоть до объединения ГДР и ФРГ, после чего переехал в Гессен и занялся работой с проблемными детьми.